# Nigel Benn
Nigel Benn (Ilford (Londen), 22 januari 1964) is een Brits voormalig bokser. Hij won de WBO-titel in de gewichtsklasse middengewicht en de WBC-titel in het supermiddengewicht. 

## Carrière
Benn maakte in 1987 zijn profdebuut in het boksen. Na 22 overwinningen leed hij in mei 1989 zijn eerste nederlaag tegen Michael Watson. Vervolgens won hij weer drie gevechten, waarna hij het in april 1990 opnam tegen WBO-middengewichtkampioen Doug DeWitt. Benn won de titel nadat hij DeWitt in de achtste ronde knock-out sloeg.
Zijn eerste titelverdediging vond plaats in augustus 1990 tegen voormalig kampioen Iran Barkley, die hij al in de eerste ronde versloeg op technisch knock-out. 
Op 18 november 1990 keerde Benn terug naar Engeland om de strijd aan te gaan met zijn landgenoot Chris Eubank in Birmingham. Benn verloor het gevecht op TKO in de negende ronde en raakte zijn titel kwijt aan Eubank.
Na een reeks overwinningen vocht Benn op 10 oktober 1992 tegen Mauro Galvano voor de WBC-titel in het supermiddengewicht. Hij won het gevecht in de vierde ronde. Vervolgens verdedigde hij zijn titel nog drie keer voordat hij op 9 oktober 1993 opnieuw tegenover zijn rivaal Chris Eubank stond. Het gevecht eindigde in een gelijkspel.
Benn verdedigde zijn titel in totaal negen keer, waaronder een KO-winst tegen Gerald McClellan op 25 februari 1995, en verloor vervolgens van Thulani Malinga in 1996. Hetzelfde jaar ging hij met pensioen na twee nederlagen tegen Steve Collins.